# Parmotrema wirthii
Parmotrema wirthii är en lavart som beskrevs av Hale. Parmotrema wirthii ingår i släktet Parmotrema och familjen Parmeliaceae.   Inga underarter finns listade i Catalogue of Life.